# Paul Omba-Biongolo
Paul Omba-Biongolo est un boxeur français né le 28 décembre 1995 à Vienne.

## Carrière sportive
Il est sacré champion de France dans la catégorie des poids lourds en 2016 et se qualifie via le tournoi de qualification olympique de Rotterdam pour les Jeux olympiques d'été de 2016,. Il perd en 8e de finale par KO technique contre l'azéri Abdulkadir Abdullayev.
Paul Omba-Biongolo est médaillé de bronze aux championnats d'Europe 2017 dans la catégorie des poids lourds.

## Incarcération
Le 16 juin 2025, la Police Nationale intervient à son domicile de la Vienne après que sa compagne ait été recueillie par des voisins dans la cour de l'immeuble. Elle présentait des blessures au cou et au visage. Cette dernière a expliqué aux forces de l'ordre être régulièrement victime de coups et d'agressions verbales de la part de son conjoint, et indique avoir reçu un coup de poing au visage avant d'être étranglée, puis de finalement parvenir à fuir le domicile. 
Après avoir nié, Paul Omba-Biongolo reconnait finalement les faits. Sa compagne présente une fracture du plancher orbital et une détresse psychologique ayant entrainé 10 jours d'interruption temporaire de travail. Le 18 juin 2025, en comparution immédiate, il est condamné à 12 mois de prison, dont 4 avec sursis et est immédiatement incarcéré.